# Niels Benzon (generalprokurør)
 Der er flere personer med dette navn, se Niels Benzon.
Niels Benzon (1. maj 1646 i Aalborg – 14. januar 1708 i København) var en dansk generalprokurør, bror til Peder Benzon og far til Lars, Jacob og Peder Benzon.
Allerede som barn vakte han beundring ved sine ualmindelige evner, og endnu ikke 10 år gammel havde han gjort sådanne fremskridt i latin, græsk og filosofiens fundamenter, at han vandt alles bifald ved en latinsk tale, han offentlig holdt. 1660 blev han student fra Herlufsholm og var den øverste af omkring 100 immatrikulerede. Efter at have tilbragt et par år i sine forældres hus med omfattende studier fortsatte han disse i København i Thomas Bartholins hus, og inden det fyldte 18. år tog han 1664 teologisk attestats. Samme år indledte han en lang udenlandsrejse, hvorfra han 1669 vendte tilbage efter at have besøgt Tyskland, Italien, Frankrig, England, Holland og Østrig. I Leiden havde han samme år taget den juridiske doktorgrad for en afhandling de repressaliis. Hans fader overdrog ham nu bestyrelsen af en del af sin formue og 1672 Vaargaard. Da han på en forretningsrejse samme efterår var i København, blev han indtaget i den kun 13-årige Else Scavenius (født 15. april 1659), datter af generalprokurør, etatsråd Peder Lauridsen Scavenius til Aastrup, og ved hans onkel, den berømte jurist Peder Lassens mellemkomst vandt hans frieri hendes forældres bifald, og hendes eget samtykke vandt Benzon snart efter. Grundet hendes unge alder blev brylluppet udsat, og først 10. december 1675 hjemførte Benzon sin brud. Dette giftermål gav anledning til, at Benzon samme år blev succederende medhjælper for sin svigerfader og assessor i Kammerkollegiet; slægtskabet med Peder Lassen var sikkert en god anbefaling. Ved masse-nobiliteringen 1679 fik også Benzon adelsbrev, og han steg nu fra den ene værdighed til den anden: 1682 blev han admiralitetsråd, 1684 kancelliråd og virkelig kammerråd, 1685 efter svigerfaderens død justitsråd og generalprokurør og 1688 etatsråd. Endelig fik han 1692 fritagelse for sine forretninger i Rentekammeret for bedre at kunne varetage generalprokurørembedet, hvorhos kongen tilkendegav ham sin tilfredshed med hans embedsførelse. Kort efter blev han virkelig etatsråd; 1704 udnævntes han desuden til vicepræsident i Kommercekollegiet og opnåede samme år efter ansøgning at få titel af gehejmeråd. Året efter blev han ridder af Dannebrog med valgsproget prisca virtute fideqve. Benzon blev efter eget ønske jordfæstet med den størst mulige simpelhed.
Om Benzons dygtighed som embedsmand havde hans samtid kun én mening: Han var en af de bedste af disse homines novi, som i enevældens barndom grundlagde de nye administrationsformer. Han blev derfor også benyttet i utallige anliggender og kommissioner af yderst forskellig karakter. Som kammerassessor forestod og ordnede han Kammerkollegiets arkiv 1679-85. Også hverv af videnskabelig beskaffenhed overdroges ham. Han var således medlem af den kommission, der skulle revidere Vitus Pedersen Berings Florus Danicus. Hvor omfattende hans embedsforretninger som generalprokurør var, får man begreb om ved den ham 1686 meddelte instruks, i følge hvilken han også skulle føre flittig korrespondance med både gejstlige og verdslige øvrighedspersoner i begge riger for at komme til kundskab om, at intet skete, der kunne svække kongens suverænitet eller interesse.
Benzon havde samlet betydelige godser. Efter faderen fik han som nævnt Vaargaard, 1681 blev Mørkegaard ham udlagt for gæld, og 1706 købte han Gjeddesdal, som han inden sin død overdrog en af sine sønner. Desuden ejede han Aggersvold og Aastrup. Som sædvanligt i den tid forøgede han sit gods ved at få patronatsrettigheder udlagt for resterende løn. Han mentes at efterlade sig nogle tønder guld, men samtiden undrede sig over, at han intet efterlod til stiftelser eller fattige.
Benzons hustru omkom tillige med parrets ældste datter ved Sophie Amalienborgs brand 19. april 1689, mens Benzon var på en rejse i Jylland. 20. marts 1691 ægtede Benzon derefter Anna von Meulengracht (8. juli 1656 – 14. marts 1723), datter af Hans von Meulengracht til Svendstrup og enke efter den rige købmand Henrik Schupp.